# ヴァンパイア ダークストーカーズコレクション
『ヴァンパイア ダークストーカーズコレクション』 (Vampire: Darkstalkers Collection) はカプコンより発売された対戦型格闘ゲーム『ヴァンパイア』シリーズのアーケード版5作品を1枚のDVD-ROMに収録したPlayStation 2専用ゲームソフト。日本で2005年5月19日に発売され、2006年12月14日に廉価版「カプコレ」として再発売された。なお、日本国外では発売されていない。略称は「ダクコレ」。
収録タイトルは以下の5作品。
- ヴァンパイア The Night Warriors （1994年7月稼動）
- ヴァンパイア ハンター Darkstalkers' Revenge （1995年3月稼動）
- ヴァンパイア セイヴァー The Lord of Vampire （1997年5月稼動）
- ヴァンパイア ハンター2 Darkstalkers' Revenge （1997年9月稼動）
- ヴァンパイア セイヴァー2 The Lord of Vampire （1997年9月稼動）

## 概要
『ヴァンパイア』シリーズは過去にも何度かPlayStationやセガサターンに移植されていたが、ハードの性能不足からどれも完璧な移植とは言いがたかった。しかし本作はPlayStation 2への移植ということで、アーケード版からほとんど完璧に近い移植を実現している。『ヴァンパイア』シリーズの魅力であると同時に移植に際しての障害となっていたキャラクターの膨大なアニメーションパターンは完全再現され、また収録作品のすべてに「アーケードモード」や対人戦用の「バーサスモード」、ダミーキャラクターを相手に練習が可能な「トレーニングモード」が備わっており、他にアートギャラリーやオプションなどゲーム部分以外の要素も充実している。収録作品もアーケードで稼動していたものは網羅され、「コレクション」の名に相応しいオムニバスソフトとなっている。
各作品の起動時にゲームのデータをPS2本体のRAM内に一括して読み込んでおくため、一旦起動すればゲーム中はロード時間に遮られることなく遊び続けることができる。それまでのアーケードゲームの移植においてディスクメディアを用いたものは1プレイ毎に常に長時間のロードを強いており、そのことがユーザーの間で大きな不満となっていたため、それが解消されたことは本作における利点のひとつに挙げられる。さらに、PS2専用ハードディスクドライブ（PlayStation BB Unit）へのインストールにも対応しており、それを利用すれば起動時のロード時間をも短縮することができる。
基本的にアーケード版の各作品をそのまま再現しているが、初代『ヴァンパイア』のフォボスとパイロン、『セイヴァー』の朧ビシャモンなど、アーケード版では使用不可能だったボスキャラクターが使用可能になり、一定の設定下でエンドレスで対戦をし続けることができるモード（設定をCPU対CPUにすれば対戦鑑賞モードになる）などの隠し要素も豊富に用意されている。チュートリアルも完備され、各作品の対戦中のポーズメニューからはいつでもキャラクターのコマンド表が閲覧でき、オプション内に収録されているサウンドテストではBGMやボイス、効果音が自由に再生できる。ただし、セガサターン版などにあったエンディング観賞モードや言語切り替え機能などは搭載されていない。
さらに、オリジナル要素として『セイヴァー』、『ハンター2』、『セイヴァー2』の3タイトルには後述のアレンジバージョンが用意されており、それぞれ全キャラクターが使用可能になるほか、本作のみの新キャラクター「ディー」も追加されている。
初期状態ではアーケード版にあった数多くのバグなどが修正された調整済みの設定となっている。しかし、後述するシークレットオプションを使うことでバグや調整前の設定を任意に再現させることができ、初代でいわゆる「カニパン」が使えるようになるなどのマニアックな変更も可能である。
2008年9月18日には『ハイパーストリートファイターII アニバーサリーエディション ヴァンパイア ダークストーカーズコレクション バリューパック』として、本作と『ハイパーストII』のカップリング作品が発売。先着購入特典としてDVD「ストリートファイターII&ヴァンパイア アーケードエンディングギャラリー」が配布された。

## 主な追加要素

### アレンジバージョン
アーケードでは実現しなかった、シリーズの全キャラクターが使用可能になる集大成的なバージョン。『セイヴァー』『ハンター2』『セイヴァー2』の3タイトルそれぞれに「シークレットゲーム」として用意されており、条件を満たすと選択可能になる。ただし、『ヴァンパイア クロニクル』のようなシリーズを超えた対戦はできない。アーケード版の3タイトルのキャラクター選択画面は、それぞれ作品によりキャラクターの配列がバラバラとなっていたが、アレンジバージョンではセガサターン版以降の家庭用移植版と同じく、全キャラクターが揃った選択画面に統一されている。本作オリジナルの隠しキャラクターの「ディー」はこの3つのアレンジバージョンにのみ登場する。（以降『セイヴァーアレンジ』『ハンター2アレンジ』『セイヴァー2アレンジ』の表記も併せて使用）
ヴァンパイア セイヴァー アレンジバージョン
通常の『ヴァンパイア セイヴァー』をシャドウでクリア後、セレクトボタンを押しながら『セイヴァー』を選択すると出現する。
『セイヴァーアレンジ』はセガサターン版の設定に近く、SS版とPS版で追加された一部のキャラクターと「ディー」の新エンディングも収録されている。追加キャラクターたちの個別エンディングはこの作品でのみ見ることができる。なお、3作品のアレンジバージョンではこのタイトルのみ、唯一マリオネットだけは使用することができない。セガサターン版と同じく、コンピュータ戦の出現テーブルはアーケード版『セイヴァー』に準拠している。
ヴァンパイア ハンター2 アレンジバージョン
通常の『ヴァンパイア ハンター2』をマリオネットでクリア後、セレクトボタンを押しながら『ハンター2』を選択すると出現する。
アーケード版『ハンター2』と『セイヴァー2』は登場キャラクターが異なる点以外はほぼ同一のゲームシステムであったため、『ハンター2アレンジ』ではシステム面で大幅に手が加えられ、『セイヴァー2アレンジ』とは差別化されている。アーケード版とアレンジバージョンでゲームシステムが大きく異なるのはこの『ハンター2アレンジ』のみである。
ラウンド制への変更
『セイヴァー』以降のメインシステムである「インパクトダメージゲージ」を廃止し、『ハンター』と同じく通常の「体力ゲージ」（外側から中央へ向かって体力が減少、回復ゲージなし）を用いたラウンド制システムを採用している。ダメージ設定は通常の『ハンター2』で同じ技を当てた時の確定ダメージ（赤）よりは少し多いが、総ダメージ（赤+白）に比べて3分の2ほどと、多少抑え目の設定になっている。回復可能ダメージが存在しないため、ケズリ攻撃や追い討ち攻撃が確定ダメージになるなど、アーケード版『ハンター2』や『セイヴァー2』とは異なる戦い方を要求される。
なお、システム上はラウンド制ではあるが、『ハンター』以前や『クロニクル』のような勝利マークの表示ではなく、『セイヴァー』以降のようなバットマークの減少でラウンド数の消化を表す。
ダークフォースの性能変更
体力ゲージのシステムが『ハンター』と同様のものに変更されたことに伴い、ダークフォースの回復可能ダメージに関わる効果は無くなり、代わりに「攻撃力と防御力が1.5倍に上昇する（相手に与えるダメージは通常の『ハンター2』でのダークフォース使用時と同等）」「1発分の攻撃を受けてものけぞらない（スーパーアーマー）」という効果が追加された。なお、本来の「空中チェーンコンボが可能になる」、「特定のEX必殺技が強化される」という効果はそのまま。
相打ち
お互いの打撃攻撃同士がぶつかった場合は相打ちとなり、画面が赤くフラッシュして両者ともダメージ自体は受けるものの、お互いにのけぞりポーズにはならず技が継続され、そのまま次の技につなげることも可能。このため、単発の技で相手の連続攻撃を止めることは難しくなっている。
カウンターヒット
相手の攻撃の隙に特定の攻撃を当てた場合は画面が白く光ってカウンターヒットとなり、技のヒット効果が強制的にダウンに変化する。これが発生した場合は1発で相手が倒れてしまうため追撃ができず、連続攻撃の場合は残りの攻撃が空振ることがある。
タイミングガード
必殺技が当たる瞬間にガードを行うと、キャラクターの身体が青く光り、体力ゲージを削られない。『ストリートファイターZERO3』の同システムと同様の効果。
K.O.時のスロー処理
『ハンター』のように、相手を倒した際にはスロー処理が行われるようになった。ただし画面切り替えのタイミングなどは『ハンター2』をそのまま流用しているため、コンピュータ戦でフィニッシュの表示が出る前にスコア計算表示が出ると正常に表示が行われなかったり、長い勝利ポーズは最後まで表示されないことがあるなど、一部不具合も存在する。
また、アーケード版『ハンター2』ではキャラクター毎に用意された『ハンター』のBGMが使用されていたが、アレンジバージョンで新たに登場する『セイヴァー』以降の新キャラクターのBGMは、それぞれ『セイヴァー』のステージBGMのいくつかがキャラクターのテーマとして流用されている。コンピュータ戦の出現テーブルもアーケード版『ハンター2』から新たに設定し直され、『セイヴァー』からの新キャラクターも出現するようになり、シャドウとマリオネット使用時もパイロン戦の前に必ずフォボスが出現するように変更された。COMとして登場するキャラクターの配色も、アーケード版『ハンター2』では中パンチカラーだったものが弱キックカラーへと変更されている。
ヴァンパイア セイヴァー2 アレンジバージョン
通常の『ヴァンパイア セイヴァー2』をマリオネットでクリア後、セレクトボタンを押しながら『セイヴァー2』を選択すると出現する。
アーケード版『セイヴァー2』のシステムをそのままに、全キャラクターを使用可能にしたもの。アーケード版『セイヴァー2』に登場していなかったキャラクターはアーケード版『ハンター2』の性能をベースにしている。『ハンター2アレンジ』と同様に、『セイヴァー2アレンジ』でもCOMの出現テーブルが新たに設定し直され、ガロン・オルバス・サスカッチも通常の敵としてARCADEモードに出現する。また、アーケード版『セイヴァー2』ではジェダの直前に必ず中ボスとしてパイロンが登場していたが、『セイヴァー2アレンジ』ではパイロンも通常の敵となり、固定の中ボスはいなくなった。COMとして登場するキャラクターの配色も、アーケード版『セイヴァー2』では強パンチカラーだったものが中キックカラーへと変更されている。
なお、『ハンター2アレンジ』および『セイヴァー2アレンジ』では、条件を満たすと「ディー」が隠しボスとして出現する。

### シークレットオプション
R1を押しながらゲームオプションに入ることで選択可能になる、非常に細かい設定が可能な隠しオプション。例えば、初代『ヴァンパイア』でオルバスのしゃがみ強パンチがしゃがみガード不能になる、『ハンター』で特定のESコマンド投げを使うとゲージを全て消費する、特定の技がガード不能になる、などのバグの有無や、初代では本来は不可能な6ボタンチェーンコンボを可能にする、空中チェーンコンボを可能にする、コマンド入力の受付時間を長くする、隠しキャラクターを使用可能にするなど、各作品ごとに20～56項目にも渡る細かい設定が可能になっている。
なお、これらの項目は★と☆のようにオンオフが星印のみで表示され、その内容は一切表示されないため、実際にプレイヤーが検証してその効果を確かめる必要がある。また、表示されている日付を選ぶことで星印を一括して変更し、初期出荷バージョン、後期出荷バージョンなど、実際に稼動していたアーケード基板に準拠した設定にすることも可能。ただし全ての基板バージョンをフォローしているわけではなく、『ヴァンパイア』と『ハンター』と『セイヴァー』では2種類、『ハンター2』と『セイヴァー2』では1種類のみ、それぞれ代表的なバージョンが収録されている。さらに、『セイヴァー』のアレンジバージョンではセガサターン版に準拠した日付設定も用意され、合わせて3種類から選択できる。
このシステムは後に発売された『ストリートファイターZERO ファイターズ ジェネレーション』にも継承された。

### アートギャラリー
『ヴァンパイア』シリーズのイラストを閲覧することができる。各作品のメインイラストやキャラクター原画だけでなく、ボツ設定画や初期設定画も収録されている。初期状態では一部のイラストしか見ることができないが、各作品をそれぞれのキャラクターでクリアする毎に閲覧できるイラストが増えていく。ただし、収録されているすべてのイラストを閲覧できるようにするには膨大なプレイ回数をこなす必要がある。